# 1689 Floris-Jan
1689 Floris-Jan este un asteroid din centura principală, descoperit pe 16 septembrie 1930, de Hendrik van Gent.